# The Perfect Furlough
The Perfect Furlough (br De Folga para Amar) é um filme estadunidense de 1958, do gênero comédia romântica, dirigido por Blake Edwards.

## Sinopse
Numa reunião no Pentágono é relatado que o Exército dos Estados Unidos tem, no Pólo Norte, uma estação experimental de radar secreta. São 140 voluntários que vão ficar ali por um ano. Porém o exército cometeu um erro ao só treinar homens solteiros para esta missão, pois acreditava que eles suportariam melhor a solidão. Agora há um problema, pois todos os voluntários estão com um humor que varia entre a violência e a apatia, além de mostrarem desrespeito à autoridade, negligência e, principalmente, estarem bem "inquietos" por ainda faltarem cinco meses para a tarefa ser concluída.
Assim, a tenente Vicki Loren, uma psicóloga que foi convidada a opinar, sugere que, através de um sorteio, um dos voluntários receba a "licença perfeita", que seria elaborada pelos próprios voluntários. Desta maneira o plano é posto em prática, mas a "licença perfeita" que eles idealizam não é para ir para casa e passar três semanas com a namorada ou mãe e sim irem para Paris e terem ao seu lado Sandra Roca, uma actriz argentina que é um sucesso em Hollywood.
No início Sandra não queria colaborar, mas foi convencida por Harvey Franklin, o empresário. O vencedor foi o cabo Paul Hodges, o único não voluntário da missão e que é também um conhecido mulherengo, que tem sucesso com as mulheres.

## Elenco
- Tony Curtis.... cabo Paul Hodges
- Janet Leigh.... tenente Vicki Loren
- Keenan Wynn.... Harvey Franklin
- Linda Cristal.... Sandra Roca
- Elaine Stritch.... Liz Baker
- Marcel Dalio.... Henri Valentin
- Les Tremayne.... coronel Leland
- Jay Novello.... Rene Valentin
- King Donovan.... major Collins
- Alvy Moore.... recruta Marvin Brewer
- Troy Donahue.... sargento Nickles
- Gordon Jones

## Principais prêmios e indicações
Globo de Ouro 1959 (EUA)
- Indicado na categoria de melhor filme - comédia.